# Alex McLeish
Alexander ("Alex") McLeish (Glasgow, 21 januari 1959) is een Schotse voetbalcoach en gewezen voetballer. Als speler verdedigde hij 17 seizoenen de kleuren van Aberdeen, met wie hij in de jaren 80 onder meer drie landstitels en de Europacup II veroverde. Hij speelde ook 77 interlands voor het Schots voetbalelftal en nam deel aan het WK 1982, WK 1986 en WK 1990. Als trainer maakte hij furore bij de Rangers, met wie hij twee landstitels en evenveel bekers won, en Birmingham City, dat onder zijn leiding in 2011 de League Cup veroverde.

## Carrière als speler
Alex McLeish werd geboren in Glasgow als de zoon van Alex, een havenarbeider, en Jean. Later kreeg het echtpaar nog een zoon (Ian) en een dochter (Angela). Na enkele jaren verhuisde het gezin naar Barrhead. Daar ging de jonge Alex naar dezelfde school als zijn latere ploeggenoot Peter Weir. De twee voetbalden in hun jeugdjaren voor Barrhead Youth Club. McLeish, een verdediger, speelde ook een tijdje bij de jeugd van Glasgow United en trainde een poos mee met Hamilton Academical. In 1976 bereikte hij met Glasgow United de finale van een regionaal bekertoernooi. Daar werd hij door een delegatie van Aberdeen, waar onder meer toenmalig coach Ally MacLeod deel van uitmaakte, opgemerkt. Een dag later sloot hij zich aan bij de Schotse topclub.
In zijn twee eerste jaren bij Aberdeen maakte hij vooral deel uit van het reserveteam en werd hij zelfs even uitgeleend aan amateurclub Lewis United. Op 2 januari 1978 maakte McLeish onder trainer Billy McNeill zijn officieel debuut voor Aberdeen. Na afloop van het seizoen werd de 37-jarige Alex Ferguson benoemd als hoofdcoach. Vanaf dan kreeg McLeish meer speelkansen. In het seizoen 1978/79 bereikte Aberdeen de finale van de League Cup. McLeish mocht in dat duel invallen voor aanvaller Drew Jarvie, maar zag zijn team met 2-1 verliezen van Glasgow Rangers.
In het seizoen 1979/80 groeide de 20-jarige McLeish uit tot een titularis in het elftal van Ferguson. Aberdeen werd dat jaar ook voor het eerst sinds 1955 landskampioen. De Schotse club mocht daardoor een jaar later voor het eerst deelnemen aan de Europacup I. De club werd in de tweede ronde uitgeschakeld door latere winnaar Liverpool. Ondanks de vroege uitschakeling zette Aberdeen in eigen land zijn opmars verder. In 1982 won Aberdeen de Schotse beker waardoor het zich kwalificeerde voor de Europacup II van het seizoen 1982/83. Aberdeen zou in dat seizoen een van hun grootste successen boeken. McLeish en zijn ploegmaats wonnen in 1983 opnieuw de beker en gingen ook aan de haal met de Europacup II. Aberdeen bereikte in de Beker der Bekerwinnaars de finale, waarin het Real Madrid van trainer Alfredo Di Stéfano na verlengingen met 2-1 werd verslagen.
Door de Europacup-zege mocht Aberdeen het eind 1983 twee keer opnemen tegen Hamburger SV in de strijd om de UEFA Super Cup. De Duitse winnaar van de Europacup I, dat over onder meer sterspeler Felix Magath en succestrainer Ernst Happel beschikte, kwam voor eigen volk niet verder dan een scoreloos gelijkspel. In Aberdeen klaarden McLeish en zijn ploeggenoten de klus door met 2-0 te winnen. Enkele maanden later won Aberdeen in eigen land de dubbel.
In 1985 werd Aberdeen voor de vierde keer in zijn geschiedenis kampioen van Schotland. In het daaropvolgende seizoen bereikte de club de kwartfinale van het kampioenenbal en won het in eigen land zowel de beker als de League Cup. In november 1986 maakte Ferguson de overstap naar Manchester United en kwam er een einde aan het succesverhaal van Aberdeen. Ferguson probeerde McLeish, die ook op interesse van Tottenham Hotspur kon rekenen mee te nemen naar Manchester. Ondanks de aanbiedingen uit Engeland bleef McLeish de Schotse club trouw. De ervaren verdediger bereikte eind jaren 80 drie keer op rij de finale van de League Cup. De twee eerste finales werden verloren, maar in oktober 1989 trok Aberdeen dan toch eens aan het langste eind. Het versloeg Glasgow Rangers na verlengingen met 2-1 dankzij twee treffers van de Engelsman Paul Mason. Enkele maanden later won McLeish met Aberdeen voor de vijfde keer de beker. Na het afscheid van Willie Miller in 1990 kreeg McLeish de aanvoerdersband.
In het seizoen 1992/93 kende Aberdeen minder geluk. De club bereikte de finale van zowel de League Cup als beker, maar verloor in beide gevallen met 2-1 van Glasgow Rangers. Na het seizoen 1993/94 maakte de inmiddels 35-jarige verdediger de overstap naar Motherwell, waar hij speler-trainer werd. In het seizoen 1995/96 speelde hij zijn laatste van in totaal drie wedstrijden voor Motherwell.

## Statistieken
| Seizoen | Club       | Competitie              | Wed. | Goals |
| ------- | ---------- | ----------------------- | ---- | ----- |
| 1977/78 | Aberdeen   | Scottish Premier League | 1    | 0     |
| 1978/79 | Aberdeen   | Scottish Premier League | 19   | 1     |
| 1979/80 | Aberdeen   | Scottish Premier League | 35   | 2     |
| 1980/81 | Aberdeen   | Scottish Premier League | 32   | 3     |
| 1981/82 | Aberdeen   | Scottish Premier League | 32   | 5     |
| 1982/83 | Aberdeen   | Scottish Premier League | 34   | 2     |
| 1983/84 | Aberdeen   | Scottish Premier League | 32   | 2     |
| 1984/85 | Aberdeen   | Scottish Premier League | 30   | 1     |
| 1985/86 | Aberdeen   | Scottish Premier League | 34   | 3     |
| 1986/87 | Aberdeen   | Scottish Premier League | 40   | 3     |
| 1987/88 | Aberdeen   | Scottish Premier League | 36   | 1     |
| 1988/89 | Aberdeen   | Scottish Premier League | 34   | 0     |
| 1989/90 | Aberdeen   | Scottish Premier League | 32   | 2     |
| 1990/91 | Aberdeen   | Scottish Premier League | 33   | 0     |
| 1991/92 | Aberdeen   | Scottish Premier League | 7    | 0     |
| 1992/93 | Aberdeen   | Scottish Premier League | 27   | 0     |
| 1993/94 | Aberdeen   | Scottish Premier League | 35   | 0     |
| 1994/95 | Motherwell | Scottish Premier League | 2    | 0     |
| 1995/96 | Motherwell | Scottish Premier League | 1    | 0     |
| TOTAAL  | TOTAAL     | TOTAAL                  | 496  | 25    |

## Nationale ploeg
McLeish speelde in totaal 77 interlands voor Schotland. Alleen Kenny Dalglish en Jim Leighton verzamelden meer caps. Op 26 maart 1980 maakte McLeish onder bondscoach Jock Stein zijn officiële debuut voor de Schotten. Hij speelde toen tegen Portugal op het middenveld aan de zijde van Graeme Souness en Archie Gemmill. Twee jaar later mocht hij van Stein ook deelnemen aan het WK 1982 in Spanje. McLeish kwam slechts één keer in actie op het toernooi. In de met 4-1 verloren groepswedstrijd tegen Brazilië mocht hij na 68 minuten invallen voor Asa Hartford.
Vier jaar later was McLeish er ook bij op het WK in Mexico. Toenmalig bondscoach Alex Ferguson, die McLeish goed kende van zijn periode bij Aberdeen, gaf de verdediger een basisplaats in de eerste groepswedstrijd tegen Denemarken. Schotland verloor het duel met 1-0, waarna McLeish niet meer in actie kwam op het WK.
In 1990 maakte McLeish ook deel uit van de Schotse selectie die naar het WK in Italië mocht. Onder bondscoach Andy Roxburgh was McLeigh een titularis. De verdediger miste geen minuut van de groepsfase, maar zag hoe zijn land ondanks een zege tegen Zweden niet wist door te stoten naar de tweede ronde.
Twee jaar later mocht Schotland voor het eerst deelnemen aan het Europees kampioenschap, maar door een zware enkelblessure die er ook voor zorgde dat hij een groot deel van het seizoen 1991/92 miste, kon McLeish geen deel uitmaken van Roxburghs selectie. Ondanks de zware blessure keerde McLeish, die inmiddels al 33 jaar was, nog terug op internationaal niveau. Op 17 februari 1993 speelde hij zijn laatste interland voor Schotland.
| Interlands van Alex McLeish voor Schotland | Interlands van Alex McLeish voor Schotland | Interlands van Alex McLeish voor Schotland | Interlands van Alex McLeish voor Schotland | Interlands van Alex McLeish voor Schotland | Interlands van Alex McLeish voor Schotland |
| №                                          | Datum                                      | Wedstrijd                                  | Uitslag                                    | Competitie                                 | Opmerking                                  |
| ------------------------------------------ | ------------------------------------------ | ------------------------------------------ | ------------------------------------------ | ------------------------------------------ | ------------------------------------------ |
| 1                                          | 26.03.1980                                 | Schotland – Portugal                       | 4 – 1                                      | EK-kwalificatie                            |                                            |
| 2                                          | 16.05.1980                                 | Noord-Ierland – Schotland                  | 1 – 0                                      | British Home Championship                  |                                            |
| 3                                          | 21.05.1980                                 | Schotland – Wales                          | 1 – 0                                      | British Home Championship                  |                                            |
| 4                                          | 24.05.1980                                 | Schotland – Engeland                       | 0 – 2                                      | British Home Championship                  |                                            |
| 5                                          | 28.05.1980                                 | Polen – Schotland                          | 1 – 0                                      | Oefeninterland                             |                                            |
| 6                                          | 31.05.1980                                 | Hongarije – Schotland                      | 3 – 1                                      | Oefeninterland                             |                                            |
| 7                                          | 10.09.1980                                 | Zweden – Schotland                         | 0 – 1                                      | WK-kwalificatie                            |                                            |
| 8                                          | 25.02.1981                                 | Israël – Schotland                         | 0 – 1                                      | WK-kwalificatie                            |                                            |
| 9                                          | 25.03.1981                                 | Schotland – Noord-Ierland                  | 1 – 1                                      | WK-kwalificatie                            |                                            |
| 10                                         | 28.04.1981                                 | Schotland – Israël                         | 3 – 1                                      | WK-kwalificatie                            |                                            |
| 11                                         | 19.05.1981                                 | Schotland – Noord-Ierland                  | 2 – 0                                      | British Home Championship                  |                                            |
| 12                                         | 23.05.1981                                 | Engeland – Schotland                       | 0 – 1                                      | British Home Championship                  |                                            |
| 13                                         | 09.09.1981                                 | Schotland – Zweden                         | 2 – 0                                      | WK-kwalificatie                            |                                            |
| 14                                         | 24.02.1982                                 | Spanje – Schotland                         | 3 – 0                                      | Oefeninterland                             |                                            |
| 15                                         | 28.04.1982                                 | Noord-Ierland – Schotland                  | 1 – 1                                      | British Home Championship                  |                                            |
| 16                                         | 18.06.1982                                 | Brazilië – Schotland                       | 4 – 1                                      | WK-eindronde                               |                                            |
| 17                                         | 15.12.1982                                 | België – Schotland                         | 3 – 2                                      | EK-kwalificatie                            |                                            |
| 18                                         | 30.03.1983                                 | Schotland – Zwitserland                    | 2 – 2                                      | EK-kwalificatie                            |                                            |
| 19                                         | 28.05.1983                                 | Wales – Schotland                          | 0 – 2                                      | British Home Championship                  |                                            |
| 20                                         | 01.06.1983                                 | Engeland – Schotland                       | 2 – 0                                      | British Home Championship                  |                                            |
| 21                                         | 12.06.1983                                 | Canada – Schotland                         | 0 – 2                                      | Oefeninterland                             |                                            |
| 22                                         | 16.06.1983                                 | Canada – Schotland                         | 0 – 3                                      | Oefeninterland                             |                                            |
| 23                                         | 20.06.1983                                 | Canada – Schotland                         | 0 – 2                                      | Oefeninterland                             |                                            |
| 24                                         | 21.09.1983                                 | Schotland – Uruguay                        | 2 – 0                                      | Oefeninterland                             |                                            |
| 25                                         | 12.10.1983                                 | Schotland – België                         | 1 – 1                                      | EK-kwalificatie                            |                                            |
| 26                                         | 16 Nov 1983                                | Duitse Democratische Republiek – Schotland | 2 – 1                                      | EK-kwalificatie                            |                                            |
| 27                                         | 13.12.1983                                 | Noord-Ierland – Schotland                  | 2 – 0                                      | British Home Championship                  |                                            |
| 28                                         | 28.02.1984                                 | Schotland – Wales                          | 2 – 1                                      | British Home Championship                  |                                            |
| 29                                         | 26.05.1984                                 | Schotland – Engeland                       | 1 – 1                                      | British Home Championship                  |                                            |
| 30                                         | 01.06.1984                                 | Frankrijk – Schotland                      | 2 – 0                                      | Oefeninterland                             |                                            |
| 31                                         | 12.09.1984                                 | Schotland – Joegoslavië                    | 6 – 1                                      | Oefeninterland                             |                                            |
| 32                                         | 17.10.1984                                 | Schotland – IJsland                        | 3 – 0                                      | WK-kwalificatie                            |                                            |
| 33                                         | 14.11.1984                                 | Schotland – Spanje                         | 3 – 1                                      | WK-kwalificatie                            |                                            |
| 34                                         | 27.02.1985                                 | Spanje – Schotland                         | 1 – 0                                      | WK-kwalificatie                            |                                            |
| 35                                         | 27.03.1985                                 | Schotland – Wales                          | 0 – 1                                      | WK-kwalificatie                            |                                            |
| 36                                         | 25.05.1985                                 | Schotland – Engeland                       | 1 – 0                                      | Oefeninterland                             |                                            |
| 37                                         | 28.05.1985                                 | IJsland – Schotland                        | 0 – 1                                      | WK-kwalificatie                            |                                            |
| 38                                         | 10.09.1985                                 | Wales – Schotland                          | 1 – 1                                      | WK-kwalificatie                            |                                            |
| 39                                         | 16.10.1985                                 | Schotland – Duitse Democratische Republiek | 0 – 0                                      | Oefeninterland                             |                                            |
| 40                                         | 20.11.1985                                 | Schotland – Australië                      | 2 – 0                                      | WK-kwalificatie                            |                                            |
| 41                                         | 04.12.1985                                 | Australië – Schotland                      | 0 – 0                                      | WK-kwalificatie                            |                                            |
| 42                                         | 23.04.1986                                 | Engeland – Schotland                       | 2 – 1                                      | Oefeninterland                             |                                            |
| 43                                         | 29.04.1986                                 | Nederland – Schotland                      | 0 – 0                                      | Oefeninterland                             |                                            |
| 44                                         | 04.06.1986                                 | Denemarken – Schotland                     | 1 – 0                                      | WK-eindronde                               |                                            |
| 45                                         | 01.04.1987                                 | België – Schotland                         | 4 – 1                                      | EK-kwalificatie                            |                                            |
| 46                                         | 23.05.1987                                 | Schotland – Engeland                       | 0 – 0                                      | Stanley Rous Cup                           |                                            |
| 47                                         | 26.05.1987                                 | Schotland – Brazilië                       | 0 – 2                                      | Stanley Rous Cup                           |                                            |
| 48                                         | 14.10.1987                                 | Schotland – België                         | 2 – 0                                      | EK-kwalificatie                            |                                            |
| 49                                         | 11.11.1987                                 | Bulgarije – Schotland                      | 0 – 1                                      | EK-kwalificatie                            |                                            |
| 50                                         | 02.12.1987                                 | Luxemburg – Schotland                      | 0 – 0                                      | EK-kwalificatie                            | Aanvoerder                                 |
| 51                                         | 17.02.1988                                 | Saoedi-Arabië – Schotland                  | 2 – 2                                      | Oefeninterland                             |                                            |
| 52                                         | 22.03.1988                                 | Malta – Schotland                          | 1 – 1                                      | Oefeninterland                             |                                            |
| 53                                         | 27.04.1988                                 | Spanje – Schotland                         | 0 – 0                                      | Oefeninterland                             |                                            |
| 54                                         | 17.05.1988                                 | Schotland – Colombia                       | 0 – 0                                      | Stanley Rous Cup                           |                                            |
| 55                                         | 21.05.1988                                 | Engeland – Schotland                       | 1 – 0                                      | Stanley Rous Cup                           |                                            |
| 56                                         | 14.09.1988                                 | Noorwegen – Schotland                      | 1 – 2                                      | WK-kwalificatie                            |                                            |
| 57                                         | 19.10.1988                                 | Schotland – Joegoslavië                    | 1 – 1                                      | WK-kwalificatie                            |                                            |
| 58                                         | 22.12.1988                                 | Italië – Schotland                         | 2 – 0                                      | Oefeninterland                             |                                            |
| 59                                         | 08.02.1989                                 | Cyprus – Schotland                         | 2 – 3                                      | WK-kwalificatie                            |                                            |
| 60                                         | 08.03.1989                                 | Schotland – Frankrijk                      | 2 – 0                                      | WK-kwalificatie                            | Aanvoerder                                 |
| 61                                         | 26.04.1989                                 | Schotland – Cyprus                         | 2 – 1                                      | WK-kwalificatie                            |                                            |
| 62                                         | 27.05.1989                                 | Schotland – Engeland                       | 0 – 2                                      | Stanley Rous Cup                           |                                            |
| 63                                         | 30.05.1989                                 | Schotland – Chili                          | 2 – 0                                      | Stanley Rous Cup                           |                                            |
| 64                                         | 06.09.1989                                 | Joegoslavië – Schotland                    | 3 – 1                                      | WK-kwalificatie                            |                                            |
| 65                                         | 11.10.1989                                 | Frankrijk – Schotland                      | 3 – 0                                      | WK-kwalificatie                            |                                            |
| 66                                         | 15.11.1989                                 | Schotland – Noorwegen                      | 1 – 1                                      | WK-kwalificatie                            |                                            |
| 67                                         | 28.03.1990                                 | Schotland – Argentinië                     | 1 – 0                                      | Oefeninterland                             | Aanvoerder                                 |
| 68                                         | 25.04.1990                                 | Schotland – Duitse Democratische Republiek | 0 – 1                                      | Oefeninterland                             | Aanvoerder                                 |
| 69                                         | 16.05.1990                                 | Schotland – Egypte                         | 1 – 3                                      | Oefeninterland                             | Aanvoerder                                 |
| 70                                         | 11.06.1990                                 | Costa Rica – Schotland                     | 1 – 0                                      | WK-eindronde                               |                                            |
| 71                                         | 16.06.1990                                 | Zweden – Schotland                         | 1 – 2                                      | WK-eindronde                               |                                            |
| 72                                         | 20.06.1990                                 | Brazilië – Schotland                       | 1 – 0                                      | WK-eindronde                               |                                            |
| 73                                         | 12.09.1990                                 | Schotland – Roemenië                       | 2 – 1                                      | EK-kwalificatie                            |                                            |
| 74                                         | 17.10.1990                                 | Schotland – Zwitserland                    | 2 – 1                                      | EK-kwalificatie                            | Aanvoerder                                 |
| 75                                         | 06.02.1991                                 | Schotland – Sovjet-Unie                    | 0 – 1                                      | Oefeninterland                             |                                            |
| 76                                         | 27.03.1991                                 | Schotland – Bulgarije                      | 1 – 1                                      | EK-kwalificatie                            | Aanvoerder                                 |
| 77                                         | 17.02.1993                                 | Schotland – Malta                          | 3 – 0                                      | WK-kwalificatie                            | Aanvoerder                                 |

## Carrière als trainer

### Beginjaren
In zijn eerste jaar als trainer van Motherwell werd de club meteen vicekampioen. Maar McLeish kon die prestatie nadien niet evenaren, integendeel. De club streed twee jaar tegen de degradatie en zag McLeish in 1998 verhuizen naar Hibernian. Hoewel de club beter begon te presteren na de komst van de gewezen international slaagde Hibernian er niet om in de hoogste afdeling te blijven. De club uit Edinburgh degradeerde, maar keerde onder leiding van McLeish na een seizoen terug in de Schotse Premier League. Na de promotie nestelde de club zich in de middenmoot, bereikte het de halve finale van de beker en wist het talentvolle spelers als Russell Latapy en Franck Sauzée aan te trekken. In 2000/01 werkte Hibernian een uitstekend seizoen af. De club werd derde in de competitie en verloor in de bekerfinale van landskampioen Celtic.

### Glasgow Rangers
In december 2001 maakte McLeish de overstap naar Glasgow Rangers. De club trok hem aan op aanraden van zijn voorganger Dick Advocaat. Zijn eerste seizoen bij de Schotse topclub bleek meteen een succes te zijn. De Rangers wonnen zowel de beker als de League Cup. McLeish, die in Glasgow kon rekenen op ervaren spelers als Ronald de Boer en Barry Ferguson, deed een seizoen later nog beter. De club won in 2002 de nationale treble (titel, beker en League Cup).
Maar ondanks het sportieve succes, doken er ook problemen op. De club verkeerde in financiële moeilijkheden en moest vanaf 2003 afscheid nemen van onder meer Ferguson, Arthur Numan, Claudio Caniggia en Bert Konterman. De club trok dat jaar wel Frank de Boer aan, maar slaagde er in de competitie niet in om afstand te nemen rivaal Celtic. McLeish kwam onder druk te staan, maar kon na de transfers van onder meer Thomas Buffel, Dado Pršo, Jean-Alain Boumsong en Ronald Waterreus in 2005 opnieuw zegevieren. Glasgow Rangers won op de laatste speeldag van het seizoen verrassend de landstitel.
In het daaropvolgende seizoen 2005/06 wist Glasgow Rangers voor het eerst de groepsfase van de UEFA Champions League te overleven. De club bereikte de achtste finale, waarin het op basis van het aantal op verplaatsing gescoorde doelpunten uitgeschakeld werd door Villarreal. Ook in de competitie begon het team van McLeish sterk aan het seizoen. Zijn elftal won de topper tegen Celtic, maar stuikte begin 2006 in elkaar na de bekeruitschakeling tegen zijn ex-club Hibernian. Supporters eisten het ontslag van zowel McLeish als voorzitter David Murray. Desondanks verklaarde Murray dat McLeish tot het einde van het seizoen zou blijven. In maart 2006 werd Paul Le Guen aangekondigd als zijn opvolger.

### Bondscoach van Schotland
Na zijn afscheid bij de Rangers besloot McLeish om niet opnieuw een Schotse club te trainen omdat hij naar eigen zeggen alles al had bereikt in het Schotse voetbal. Verscheidene Engelse clubs toonden interesse, maar uiteindelijk ging de 48-jarige coach aan de slag bij de Schotse nationale ploeg. Op 29 januari 2007 werd hij als nieuwe bondscoach voorgesteld; hij volgde zijn landgenoot Walter Smith op. McLeish kreeg de opdracht om zich te kwalificeren voor Euro 2008. Maar nederlagen tegen Italië en Georgië zorgden ervoor dat McLeish niet in zijn opzet slaagde en hij voortijdig vertrok. McLeish werd opgevolgd door George Burley.
| Interlands Schotland onder leiding van Alex McLeish | Interlands Schotland onder leiding van Alex McLeish | Interlands Schotland onder leiding van Alex McLeish | Interlands Schotland onder leiding van Alex McLeish | Interlands Schotland onder leiding van Alex McLeish |
| №                                                   | Datum                                               | Wedstrijd                                           | Uitslag                                             | Competitie                                          |
| --------------------------------------------------- | --------------------------------------------------- | --------------------------------------------------- | --------------------------------------------------- | --------------------------------------------------- |
| 1                                                   | 24.03.2007                                          | Schotland – Georgië                                 | 2–1                                                 | EK-kwalificatie                                     |
| 2                                                   | 28.03.2007                                          | Italië – Schotland                                  | 2–0                                                 | EK-kwalificatie                                     |
| 3                                                   | 30.05.2007                                          | Oostenrijk – Schotland                              | 0–1                                                 | Oefeninterland                                      |
| 4                                                   | 06.06.2007                                          | Faeröer – Schotland                                 | 0–2                                                 | EK-kwalificatie                                     |
| 5                                                   | 22.08.2007                                          | Schotland – Zuid-Afrika                             | 1–0                                                 | Oefeninterland                                      |
| 6                                                   | 08.09.2007                                          | Schotland – Litouwen                                | 3–1                                                 | EK-kwalificatie                                     |
| 7                                                   | 12.09.2007                                          | Frankrijk – Schotland                               | 0–1                                                 | EK-kwalificatie                                     |
| 8                                                   | 13.10.2007                                          | Schotland – Oekraïne                                | 3–1                                                 | EK-kwalificatie                                     |
| 9                                                   | 17.10.2007                                          | Georgië – Schotland                                 | 2–0                                                 | EK-kwalificatie                                     |
| 10                                                  | 17.11.2007                                          | Schotland – Italië                                  | 1–2                                                 | EK-kwalificatie                                     |

### Birmingham City

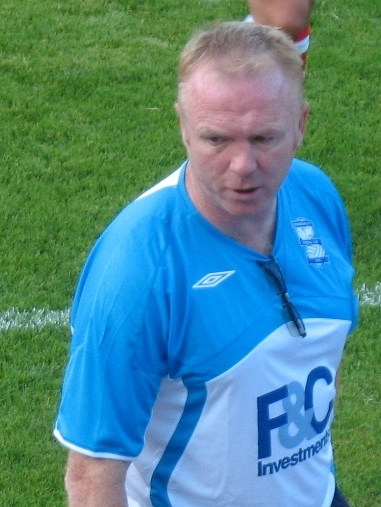
Alex McLeish als trainer van Birmingham City.

In november 2007 volgde hij Steve Bruce op als coach van Birmingham City. McLeish kende een goede start dankzij een uitzege tegen Tottenham Hotspur (2-3). Tijdens de winterstop versterkte hij zijn team met David Murphy, James McFadden en Mauro Zárate. Desondanks degradeerde de club in 2009 naar The Championship. In de tweede divisie wist Birmingham echter meteen de promotie af te dwingen. In het seizoen 2009/10 zette Birmingham een reeks neer van twaalf duels zonder nederlaag, een clubrecord. Bovendien startte McLeish negen wedstrijden op rij met dezelfde basisopstelling, wat een record was in de Premier League. In december 2009 werd McLeish de eerste trainer van Birmingham City die verkozen werd tot "Manager of the Month". Birmingham eindigde in 2010 voor het eerst in meer dan 50 jaar op de negende plaats in het klassement.
In het daaropvolgende seizoen bereikte de club de finale van de League Cup. Birmingham, dat het moest opnemen tegen Arsenal, kwam 1-0 voor via Nikola Žigić. Maar tien minuten later zorgde Robin van Persie voor de gelijkmaker. Er leken verlengingen aan te komen, tot Birmingham-invaller Obafemi Martins net voor affluiten alsnog voor een 2-1 zege zorgde. McLeish noemde het later zijn grootste verwezenlijking als trainer, maar kon wel niet voorkomen dat de club enkele maanden later opnieuw naar The Championship zakte. Hoewel het bestuur de samenwerking wou verderzetten, nam McLeish in juni 2011 via een e-mail ontslag.

### Aston Villa
Enkele dagen na zijn ontslag bij Birmingham City maakte de Schot de controversiële overstap naar stadsrivaal Aston Villa, waar hij de Fransman Gérard Houllier opvolgde. Birmingham diende een klacht in omdat McLeish nog onder contract lag, maar dat werd door Aston Villa ontkend. Inmiddels werd het trainingscomplex van zijn nieuwe werkgever beklad met graffitiboodschappen tegen de komst van McLeish. Maar ondanks de transfers van Shay Given en Charles N'Zogbia en de huur van Robbie Keane liet Aston Villa geen goede indruk na in de Premier League. De club wist voor eigen volk slechts vier keer te winnen en eindigde maar net boven de degradatiezone. Een dag na de laatste speeldag werd het contract van McLeish stopgezet. Hij ging de geschiedenis in als de slechtste coach ooit van Aston Villa met een winstpercentage van 21,4%.

### Nottingham Forest
In december 2012 belandde McLeish opnieuw in de Engelse tweede divisie. De Schotse coach werd bij Nottingham Forest aangesteld als de opvolger van Sean O'Driscoll. In zijn eerste duel speelde Nottingham 2-2 gelijk tegen Crystal Palace na een late gelijkmaker van spits Billy Sharp. Op 2 februari 2013 verloor het team van McLeish met 2-1 van zijn ex-club Birmingham, waarna hij weigerde om zijn toekomst aan Nottingham te verbinden. Bovendien ergerde hij zich ook aan het transferbeleid van het bestuur, dat er tijdens de winterstop niet in geslaagd was om George Boyd aan te trekken. Op 5 februari 2013 werd de samenwerking tussen Nottingham en McLeish na onderling overleg stopgezet. McLeish was 41 dagen trainer van de club.

### KRC Genk
Op 22 augustus 2014 volgde hij Emilio Ferrera op als coach van KRC Genk. Ferrera werd in het seizoen 2014/15 na de eerste speeldag ontslagen. McLeish, die bij Genk opnieuw verenigd wordt met Thomas Buffel, tekende een contract voor twee seizoenen.

### Schotland
Op 15 februari 2018 stelde de Schotse voetbalbond hem aan als bondscoach van de nationale voetbalploeg. McLeish, op dat moment 59 jaar oud, was eerder in 2007 bondscoach van zijn vaderland. Hij volgde Gordon Strachan op, die in oktober was opgestapt nadat hij de Schotten niet naar het WK voetbal 2018 had weten te loodsen. De FA wilde eigenlijk Michael O'Neill aanstellen, maar die verlengde zijn contract bij Noord-Ierland. In de eerste wedstrijd onder leiding van de nieuwe bondscoach verloor Schotland op vrijdag 23 maart met 1-0 van Costa Rica door een treffer van Marco Ureña in de 14de minuut. McLeish stuurde in die vriendschappelijke wedstrijd vijf debutanten het veld in: Scott McKenna (Aberdeen), Kevin McDonald (Fulham), Jamie Murphy (Rangers FC), Scott McTominay (Manchester United) en Oliver McBurnie (Barnsley).
De resultaten onder McLeish in zijn tweede ambtstermijn waren wisselvallig. In de UEFA Nations League leidde hij Schotland weliswaar naar de groepszege in groep 1 van Divisie C, waardoor Schotland promoveerde naar Divisie B, maar in de kwalificatiereeks voor het EK 2020 startte hij met een povere 3 op 6 tegen Kazachstan en San Marino. Op 18 april 2019 werd hij ontslagen bij Schotland.

## Erelijst

### Als speler
Aberdeen
- Scottish Premier League (3): 1980, 1984, 1985
- Scottish Cup (5): 1982, 1983, 1984, 1986, 1990
- Scottish League Cup (2): 1986, 1990
- Europacup II (1): 1983
- UEFA Supercup (1): 1983

### Als trainer
Hibernian
- Scottish First Division (1): 1999

Glasgow Rangers
- Scottish Premier League (2): 2003, 2005
- Scottish Cup (2): 2002, 2003
- Scottish League Cup (3): 2002, 2003, 2005

Birmingham City
- League Cup (1): 2011

Individuele prijzen
- Scottish Football Hall of Fame
- SPL Manager of the Month (9): oktober 2000, februari 2002, september 2002, februari 2003, augustus 2003, september 2003, november 2004, februari 2005, januari 2006
- Premier League Manager of the Month (1): december 2009